# Cruz de Clavos
La Cruz de Clavos es una escultura que representa a las víctimas de feminicidio en Chihuahua, ubicada frente a Palacio de Gobierno de esta capital, cada clavo simboliza a las mujeres que han perdido la vida a causa de la violencia patriarcal y cuyos casos permanecen impunes. Se considerada la primera antimonumenta del país y se utiliza como memorial para las víctimas de feminicidio.
En noviembre de 2001 el Grupo Feminista 8 de marzo, con el apoyo de extrabajadores de Aceros de Chihuahua, instalaron frente al Palacio de Gobierno en la Plaza Hidalgo la primera Cruz de Clavos.
Esta escultura tenía 260 clavos correspondientes al número de feminicidios, el gobierno del estado inconforme por esta protesta, comentó que sería retirada, a lo que el movimiento amplio de mujeres mencionó que de quitarla, colocarían una cruz más grande. El gobierno no hizo caso y la retiró unos meses después. Las colectivas se movilizaron y el mes agosto de 2002 se colocó la Cruz de Clavos actual, más grande que la anterior, en el mismo sitio.
Una réplica de esta Cruz de Clavos también se encuentra en el Puente Internacional Santa Fe, en Ciudad Juárez. Ambas son centro de diversas movilizaciones, sobre todo para el movimiento de mujeres y de las madres con hijas desaparecidas y asesinadas en Chihuahua.

## Antecedentes
A partir del año 1993 comenzó a vivirse un escenario de violencia sistémica contra las mujeres en el Estado de Chihuahua, en particular en Ciudad Juárez, en un contexto de discriminación por motivos de género. Esta violencia se expresa en un elevado número de feminicidios. Chihuahua ha sido uno de los estados con mayor incidencia de feminicidios en la república mexicana.Uno de los casos más conocidos que surge en este contexto es el caso de Campo Algodonero, referido al asesinato de 8 mujeres, de éstos casos, 3 fueron llevados a un proceso en principio ante la Comisión Interamericana de Derechos Humanos para después ser sometido como demanda contra el Estado mexicano ante la Corte Interamericana el 4 de noviembre de 2007.

## Historia
En protesta por el poco interés del gobierno estatal de Chihuahua por el ataque sexual y asesinato de mujeres en Ciudad Juárez que se dio desde1993. Un grupo conformado por organizaciones no gubernamentales, colectivas de mujeres y sociedad civil, decidieron protestar de manera enérgica y simbólica.
La Cruz de Clavos representa una protesta silenciosa permanente y visible, en donde se colocó un clavo por cada mujer asesinada, consigna el nombre en los casos donde la víctima ha sido identificada.
Fue el 8 de marzo de 2002 que se llevó a cabo una marcha desde la capital Chihuahua,  hacia el puente internacional Santa Fe de Ciudad Juárez. Ahí un grupo de mujeres encabezadas por Lucha Castro se desplazaraon para colocar una cruz metálica de más de dos metros de altura con 269 clavos, en recuerdo de las mujeres asesinadas entre 1993 y 2002.
Estas organizaciones sufrieron hostigamiento y acoso de parte del gobierno, como lo fue el connato de incendio de la Cruz y el retiro de la primera escultura. Para la segunda cruz de clavos el diseño fue realizado por la abogada feminista Irma Campos Madrigal y el abogado-activista Jaime García Chávez. En esta versión además de la Cruz de Clavos se añadieron otro tipo de obras de distintas artes con sentido simbólico; por ejemplo, un detalle de Guernica, de Pablo Picasso, que es la madre que se contorsiona de dolor por la muerte de su bebé. Una tercera versión, ahora de 3 metros de altura, fue finalmente colocada en la Plaza Hidalgo el 8 de agosto de 2020.
Este memorial o antimonumenta es uno de los más históricos en el estado y el país, por este espacio han pasado centenas de exigencia de justicia de casos que se mantienen en la impunidad, principalmente de los asesinatos de mujeres durante la década de los noventa.
Cada movilización relacionada con temas de violencia contra la mujer, tienen punto de partida u origen en este emblemático lugar en la ciudad de Chihuahua.